# Rakovanita
|  | No s'ha de confondre amb Radovanita. |

La rakovanita és un mineral de la classe dels òxids, que pertany al grup de la pascoïta. Rep el nom en honor del professor John Rakovan (n. 1964) de la Universitat de Miami a Oxford, Ohio, per les seves contribucions al camp de la mineralogia.

## Característiques
La rakovanita és un vanadat de fórmula química (NH₄)₃Na₃(V10O28)·12H₂O. Va ser aprovada com a espècie vàlida per l'Associació Mineralògica Internacional l'any 2010, i la seva fórmula va ser redefinida el 2020. Cristal·litza en el sistema monoclínic. La seva duresa a l'escala de Mohs és 1.
Els exemplars que van servir per a determinar l'espècie, el que es coneix com a material tipus, es troben conservats a les col·leccions mineralògiques del Museu d'Història Natural del Comtat de Los Angeles, a Los Angeles (Califòrnia) amb els números de catàleg: 63357 i 63358.

## Formació i jaciments
Aquesta espècie va ser descrita a partir de mostres obtingudes a les mines Sunday i West sunday, ambdues al Districte Miner de Slick Rock, al comtat de San Miguel (Colorado, Estats Units). També ha estat descrita a la propera mina Saint Jude, dins el mateix districte miner, i a la mina Vanadium Queen, a La Sal (Utah). Aquests quatre indrets són els únics de tot el planeta on ha estat descrita aquesta espècie mineral.